# Dilijan

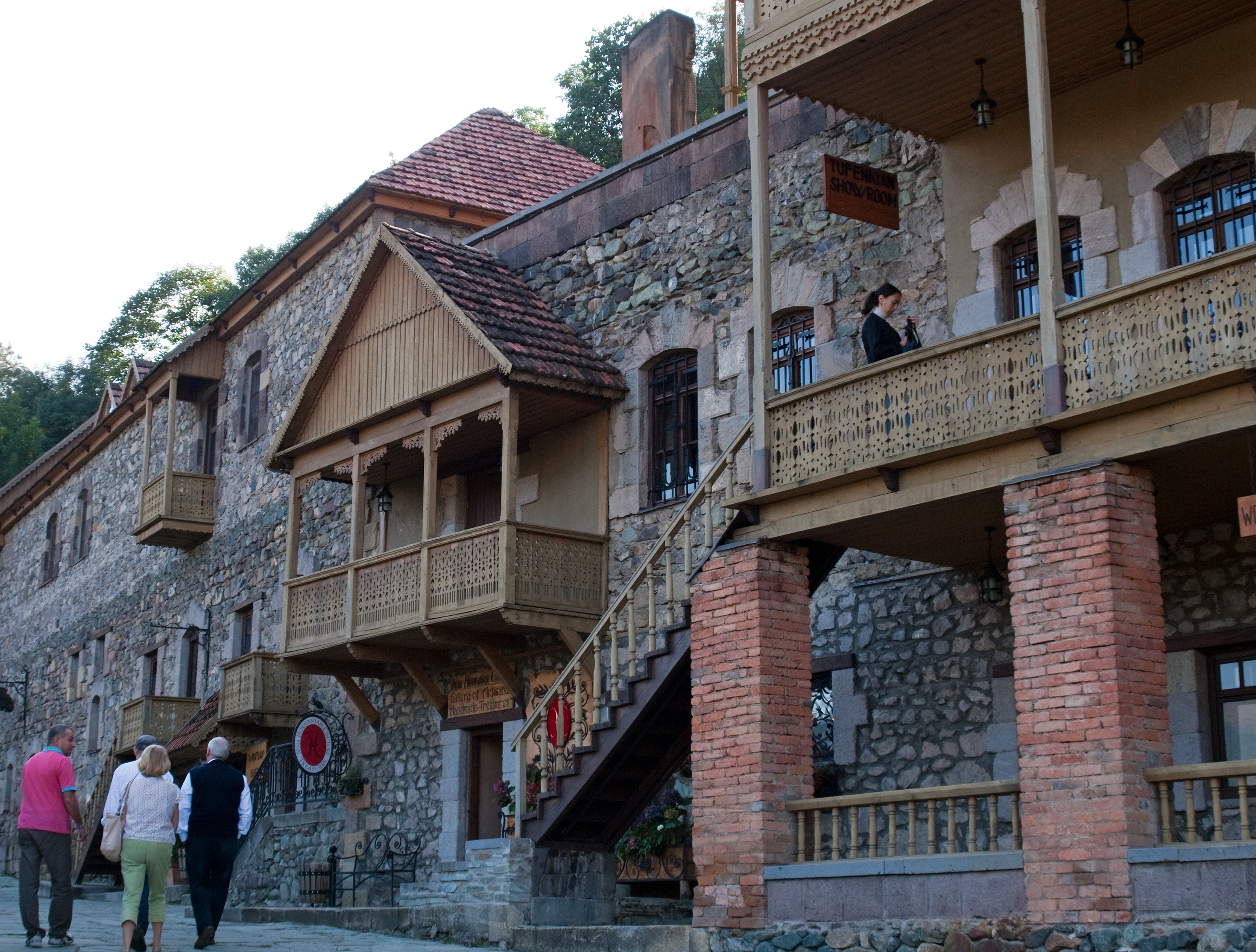
Strada Şarambeian, Dilijan

Dilijan este un oraș și una dintre cele mai importante stațiuni turistice din Armenia. Se găsește în regiunea Tavuș, în interiorul Parcului Național Dilijan. În apropierea orașului se află mânăstirea Agarțin care datează din Evul Mediu și lacul Parz. Avea o populație de 15 656 locuitori în anul 2008. 

## Orașe înfrățite
- Italia, Noale
- România, Roman